# حزم مشاكلك
حزم مشاكلك (بالإنجليزية: Pack Up Your Troubles)‏ هو فيلم كوميدي انتج في سنة 1932 بطولة لوريل وهاردي وإخراج جورج مارشال ورايموند مكاري، اسم الفيلم مأخوذ من أغنية الحرب العالمية الأولى "حزم مشاكلك في حقيبة أدواتك القديمة، ثم إبتسم، إبتسم، إبتسم"، وهو ثاني فيلم طويل للثنائي.

## طاقم التمثيل
- ستان لوريل
- أوليفر هاردي
- دون ديلاواي
- جاكي لين
- ماري كار
- جيمس فينلايسون
- ريتشارد كريمر
- توم كينيدي
- تشارلز ميدلتون
- ريتشارد تاكر
- ميوريل إيفانز
- جرادي ساتون
- سي موناجيو شو
- بيلي جيلبرت

## وصلات خارجية
- حزم مشاكلك على موقع IMDb (الإنجليزية)
- حزم مشاكلك على موقع روتن توميتوز (الإنجليزية)
- حزم مشاكلك على موقع قاعدة بيانات الأفلام العربية
- حزم مشاكلك على موقع ألو سيني (الفرنسية)
- حزم مشاكلك على موقع Turner Classic Movies (الإنجليزية)
- حزم مشاكلك على موقع أول موفي (الإنجليزية)
- حزم مشاكلك على موقع فيلمافينيتي (الإسبانية)
- حزم مشاكلك على موقع قاعدة بيانات الأفلام السويدية (السويدية)
- حزم مشاكلك على موقع قاعدة بيانات الفيلم (الإنجليزية)
- حزم مشاكلك على موقع ليتربوكسد (الإنجليزية)